# موزه کشاورزی (مالزی)

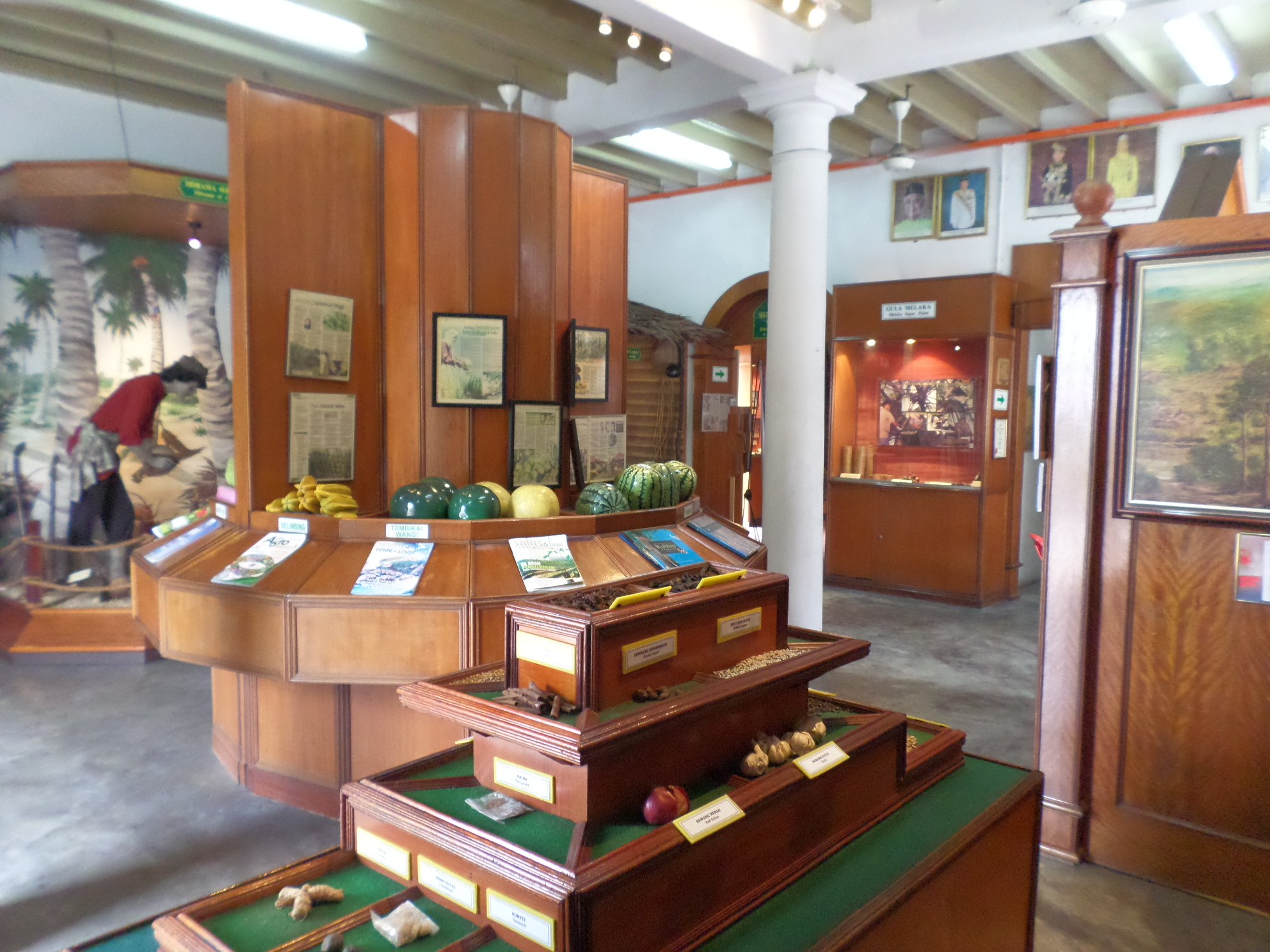
یک سالن در معرض دید بازدیدکنندگان در موزه کشاورزی

موزه کشاورزی (به انگلیسی: Agricultural Museum) (مالایی:Muzium Pertanian) یک موزه دربارهٔ کشاورزی است که در شهرک جاسین، منطقه جاسین، ایالت ملاکا، مالزی قرار دارد. در اصل، قبل از اینکه این ساختمان به موزه تبدیل شود و برای بازدید کنندگان در ماه اکتبر ۱۹۹۰ افتتاح شود، در ابتدا تحت عنوان اداره پست در شهرک جاسین فعالیت می‌کرد. در این موزه تاریخچه فعالیت‌ها و اقتصاد مردم جاسین، به ویژه در زمینه کشاورزی به نمایش گذاشته شده‌اند.